# عائلة عبد الحميد حافظ (مسلسل)
عائلة عبد الحميد حافظ مسلسل تلفزيوني كويتي درامي أُنتج في رمضان عام 2022.

## قصة العمل
يتناول المسلسل صراعات عائلة عبدالحميد التي تعيش تحت سقف واحد، وسط تناقضات الماضي وضغوط الحاضر. يستعرض جدلية الحلم والزمن، متسائلًا عن مدى صلاحية الأحلام وإمكانية التخلي عنها لأجل الآخرين. تتقاطع الأحداث في ثلاث أزمنة: الحاضر، فلاش باك، ومقاطع من حياة عبدالحليم حافظ. وفي ظل الذكريات وهموم العائلة، يتخذ عبدالحميد قرارًا يغير مسار حياتهم.

## طاقم العمل
- أحمد الجسمي عبد الحميد سرحان
- هيا عبدالسلام سعاد
- فؤاد علي عصام
- نور الدليمي فضة
- سماح نجاة
- ميثم بدر نادر
- محمد الدوسري سمير
- علي الحسيني يعقوب
- إيمان العلي نادية
- نوف السلطان فاتن
- محمد عاشور فايز
- حسن الحداد ماجد
- غرور كريمة

## روابط خارجية
- عائلة عبد الحميد حافظ على موقع قاعدة بيانات الأفلام العربية